# Kongregation der Helferinnen
Die Kongregation der Helferinnen (mit vollem Namen: Helferinnen der Seelen im Fegfeuer, französisch Societé des Auxiliatrices des âmes du Purgatoire, Ordenskürzel: SA oder sa) ist eine katholische Ordensgemeinschaft für Frauen.

## Geschichte
Die apostolische Gemeinschaft wurde 1856 in Paris von Eugénie Smet gegründet. Seit 1982 ist die Gemeinschaft auch in Deutschland vertreten. 57 Schwestern (Stand 2024) in Deutschland, Österreich, Ungarn und Rumänien bilden die Provinz Zentraleuropa mit Sitz in Wien. Provinzoberin ist seit 2023 Silvia Bereczki.
Weltweit gehören der Ordensgemeinschaft rund 400 Frauen in 21 Ländern an. Die Schwestern gehen verschiedenen Berufen nach.

## Spiritualität
Die Spiritualität, das geistliche Leben der Gemeinschaft, ist geprägt von der Person und den Zielen des heiligen Ignatius von Loyola, des Gründers des Jesuitenordens, und wird daher als „ignatianische Spiritualität“ bezeichnet. Die geschichtlichen Wurzeln der Helferinnen liegen an der Schwelle zur Neuzeit, sie sind geprägt von dem damaligen geistesgeschichtlichen Perspektivenwechsel, vor allem von der Hinwendung zum Individuum, zum einzelnen Menschen.
Charakteristisch für die Spiritualität der Helferinnen sind:
- Jesus Christus und die Nachfolge Jesu stehen im Mittelpunkt.
- die Wertschätzung individueller Formung durch Bildung, Schriftbetrachtung, Exerzitien, geistliche Begleitung und Unterscheidung der Geister
- der Leitspruch „Gott suchen in allen Dingen“: Der Alltag der Ordensschwestern wird von der Vorstellung geprägt, dass es dem Menschen möglich ist, auch in weltlicher Tätigkeit und in alltäglicher Erfahrung Gott zu begegnen.